# 9 Pułk Piechoty Liniowej

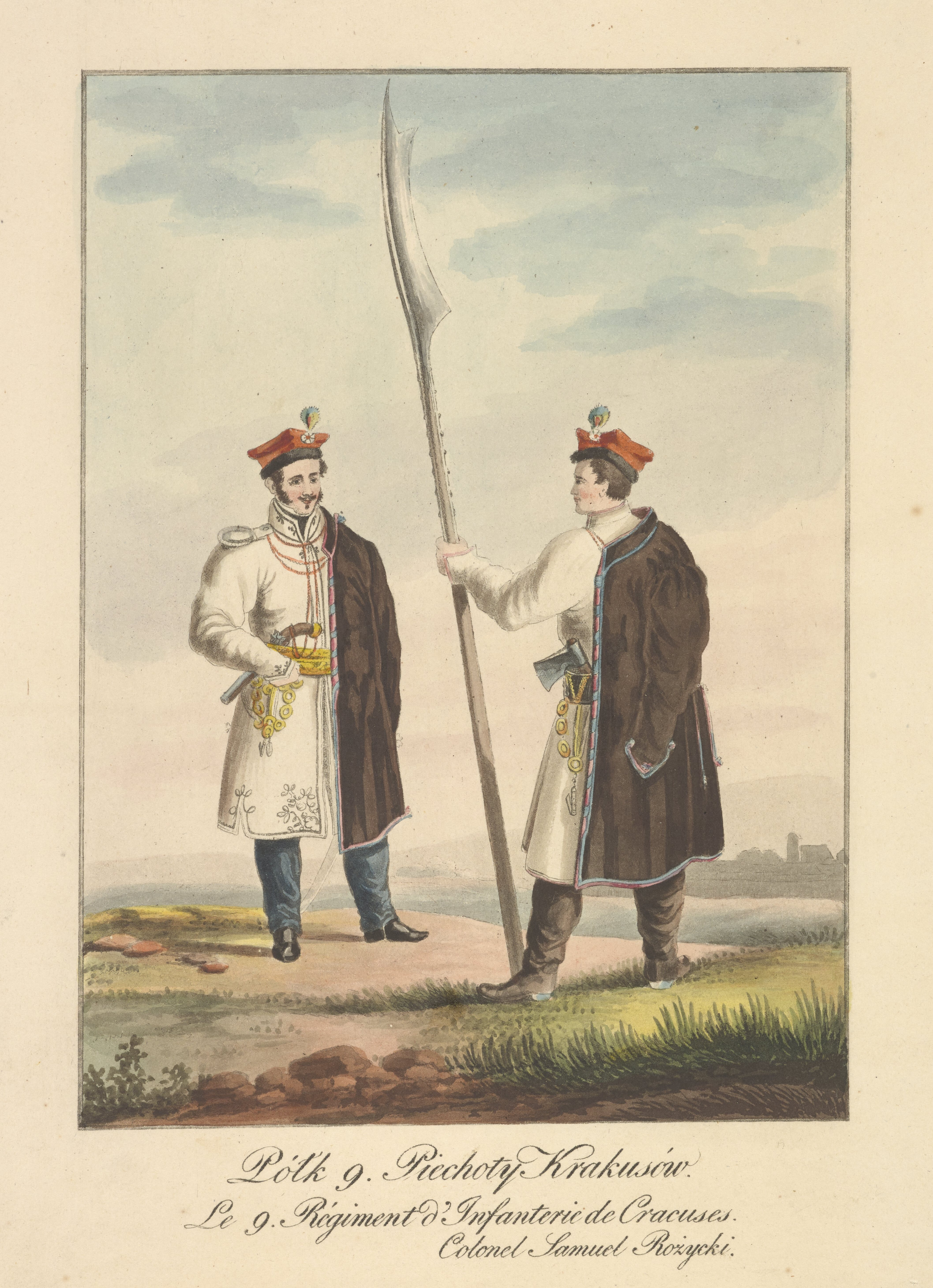
9 pułk piechoty Krakusów 1831

9 Pułk Piechoty Liniowej – polski pułk piechoty okresu powstania listopadowego.

## Formowanie i zmiany organizacyjne
Po abdykacji Napoleona, car Aleksander I wyraził zgodę na odesłanie oddziałów polskich do kraju. Miały one stanowić bazę do tworzenia Wojska Polskiego pod dowództwem wielkiego księcia Konstantego. 13 czerwca 1814 pułkowi wyznaczono miejsce koncentracji w Łomży.  Pułk nie został jednak odtworzony, bowiem etat armii Królestwa Polskiego przewidywał tylko 12 pułków piechoty. Nowe pułki piechoty sformowano dopiero po wybuchu powstania listopadowego. Rozkaz dyktatora gen. Józefa Chłopickiego z 10 stycznia 1831 nakładał obowiązek ich organizowania na władze wojewódzkie. 9 pułk piechoty tworzony był w województwie krakowskim, pierwotnie pod nazwą: 1 Pułk Województwa Krakowskiego.
Według etatu pułk miał liczyć 2695 ludzi, rekrutowanych (podobnie jak 10 ppl) z Gwardii Ruchomej Województwa Krakowskiego. Zgodnie z raportem Regimentarza Lewego Brzegu Wisły Gwardia Ruchoma w tym województwie liczyła 6033 rekrutów. Pod koniec stycznia pułk miał liczyć 3046 żołnierzy. W wykazach Komisji Wojskowej Rządu Stan obecnych do boju pojawia się dopiero 6 kwietnia 1831 w liczbie 1941 żołnierzy (2 bataliony) w składzie garnizonu warszawskiego. W składzie armii polowej był wykazywany od 5 czerwca 1831 w ramach odrębnej komendy gen. Bielińskiego, licząc 1504 osoby w 2 batalionach, ponadto 3. batalion (363 żołnierzy) pozostawał w garnizonie warszawskim. 6 lipca wchodził w skład 1 DP gen. Rybińskiego, licząc 1769 ludzi w 3 batalionach. Potem odkomenderowany do garnizonu Modlina. 8 października, przed przekroczeniem granicy pruskiej, liczył 1126 ludzi.

## Walki pułku
Pułk brał udział w walkach w czasie powstania listopadowego.
Bitwy i potyczki:
- pod Kockiem (14 i 17 czerwca 1831)

W 1831, w czasie wojny z Rosją, żołnierze pułku otrzymali 5 złotych krzyży Orderu Virtuti Militari.

## Żołnierze pułku
Pułkiem dowodzili:
- płk Samuel Józef Różycki
- ppłk Józef Godlewski (od 14 lipca 1831, od 4 października płk)

Adiutanci
- ppor. Filip Neriusz Walter

## Uzbrojenie

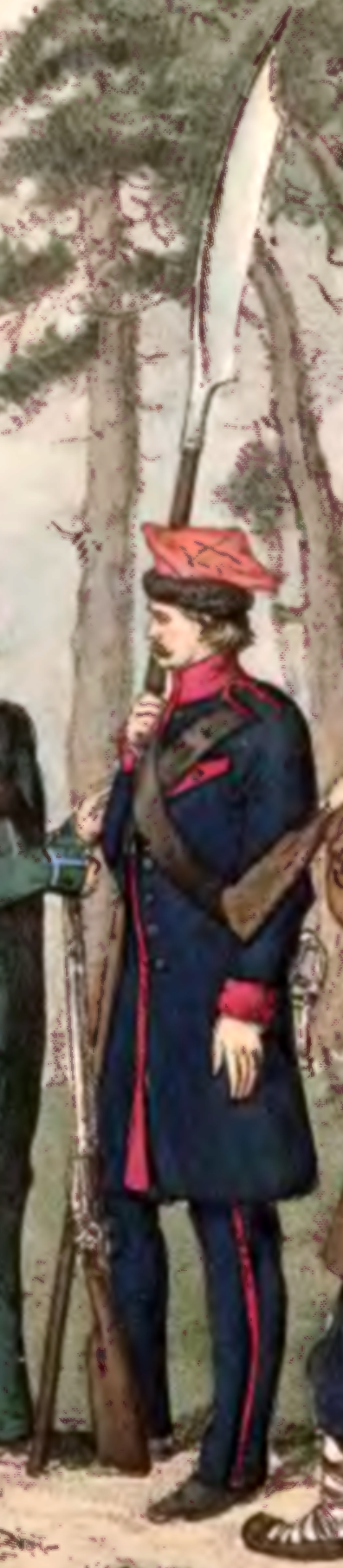
Kosynier 9 ppl

Uzbrojenie podstawowe piechurów stanowiły kosy i piki oraz karabiny skałkowe. Z magazynów Komisji Rządowej Wojny pułk otrzymał początkowo jedynie 200 sztuk karabinów. Zapewne były to karabiny francuskie wz. 1777 (kaliber 17,5 mm), być może rosyjskie z fabryk tulskich wz. 1811 (kaliber 17,78 mm), z bagnetami. W późniejszym okresie uzbrojenie poprawiało się, dzięki broni zdobycznej i dostawom karabinów własnej produkcji. Poza kosami lub karabinami piechurzy posiadali – według źródeł ikonograficznych – siekiery, a w późniejszym okresie niekiedy także tasaki (pałasze piechoty). Oficerowie byli uzbrojeni w szable i pistolety. Wyposażenie żołnierzy, uzbrojonych w karabiny, uzupełniała ładownica na 40 naboi (czasem zastępowana torbą płócienną) oraz pochwa na bagnet.

## Umundurowanie
Umundurowanie początkowo było niejednolite i powinno składać się, zgodnie ze wspomnianym rozkazem, z:
- wołoszki lub sukmany, najlepiej sukiennej, podszytej płótnem, w kolorze zgodnym ze strojem włościańskim w danym województwie, z kołnierzem w kolorze województwa;
- kaftana lub kożuszka z rękawami, zakrywającego podbrzusze;
- spodni sukiennych, płótnem podszytych, szarych lub w kolorze wołoszki;
- ciżem (trzewików) lub butów krótkich (z krótkimi cholewami);
- furażerki z zausznicami, z lampasem (otokiem) w kolorze województwa;
- dwóch halsztuchów (chustek na szyję) czarnych;
- trzech koszul;
- pary rękawiczek bez palców;
- dwóch par gatek (kalesonów) płóciennych.

W początkowym okresie ubiór 1 pułku piechoty województwa krakowskiego składał się z białej, wyszywanej sukmany z białym, wykładanym kołnierzem, szarobrunatnej lub granatowej burki-czamary i miękkiej, karmazynowej rogatywki z otokiem z baraniego futra i krótko przyciętym pawim piórem. Spodnie granatowe, szare lub zgodne ze strojem ludowym – w białe i czerwone pasy.
W późniejszym okresie, od lipca 1831, po przejściu na etat Komisji Rządowej Wojny, umundurowanie zostało ujednolicone i składało się z granatowej wołoszki z karmazynowymi wyłogami, naramiennikami granatowymi z karmazynową wypustką, takiż spodni oraz z usztywnionej, niskiej rogatywki w kolorze pąsowym. Pasy i trzewiki czarne.
Wyłogi karmazynowe, rogatywki pąsowe.